# Maling (köping i Kina, Sichuan)
Maling (kinesiska: 马岭镇, 马岭) är en köping i Kina. Den ligger i provinsen Sichuan, i den sydvästra delen av landet, omkring 92 kilometer sydväst om provinshuvudstaden Chengdu.
Genomsnittlig årsnederbörd är 1 442 millimeter. Den regnigaste månaden är juli, med i genomsnitt 387 mm nederbörd, och den torraste är januari, med 12 mm nederbörd.